# محمد ياسين (ممثل)
محمد ياسين، ممثل بحريني (1949 -).

## عن الممثل
فنان موهوب اشتهر بدور بابا ياسين – من اصل إماراتي فكانت بدايته في الأعمال الإماراتية ومن أشهر ادواره ابوطبر في مسلسل الشهير أشحفان.
انتقل للبحرين في بداية سنوات التسعينات واصبح مقيم في مملكة البحرين بالإضافة إلى ان يحمل لقب بابا ياسين في اغلب مسرحياته المشارك فيها يحمل اسم بابا ياسين وكانت انطلاق هذا اللقب في مسلسل مفاتيح الكنز، في اغلب أعماله عـُرف بالمربي الفاضل وطيب القلب، الا انه قد فاجئنا في مسلسل الفجر المستحيل وهو يظهر بالرجـل الظالم الذي لم نعتاد هذه الادوار في شخصية مثل شخصية بابا ياسين، هذا دليل بأنه لديه القدرات الكبيرة على ان يكن نجماً كبيراً في سماء الفن.

## وصلات خارجية
- محمد ياسين على موقع قاعدة بيانات الأفلام العربية